# Hypolycaena sobanas
Hypolycaena sobanas är en fjärilsart som beskrevs av Hans Fruhstorfer 1914. Hypolycaena sobanas ingår i släktet Hypolycaena och familjen juvelvingar. Inga underarter finns listade i Catalogue of Life.